# Jerzy Hrybacz
Jerzy Zbigniew Hrybacz (* 7. März 1927 in Wilno, Polen; † 11. September 2013) war ein polnischer Politiker (ZChN, AWS, PiS). Er war von 1991 bis 1993 Mitglied des Sejm in der I. Wahlperiode.

## Leben und Beruf
Jerzy Hrybacz wurde im damals zu Polen gehörenden Wilno, heute als Vilnius Hauptstadt von Litauen, geboren. 1951 schloss er sein Studium an der Wirtschaftshochschule in Stettin ab. Anschließend wurde er mit einem wirtschaftswissenschaftlichen Thema promoviert. Er war als Professor an der staatlichen Höheren Berufsschule in Gorzów Wielkopolski tätig und veröffentlichte wissenschaftliche Arbeiten und Lehrbücher im Bereich der Rechnungslegung.
In den 1950er Jahren war er in der Pfadfinderbewegung aktiv. Nach seinem Tod wurde er auf dem städtischen Friedhof in Gorzów Wielkopolski beigesetzt.

## Politik
Während des Zweiten Weltkriegs war Hrybacz im Untergrund aktiv. Er wurde Anfang der 1980er Jahre Mitglied der unabhängigen Gewerkschaft Solidarność. Wegen seiner oppositionellen Tätigkeit wurde er zu einem Jahr Haft verurteilt. Anfang der 1990er Jahre gründete er die Regionalorganisation der Weltvereinigung der Soldaten der Polnischen Heimatarmee in der damaligen Woiwodschaft Gorzów.
Nach der politischen Wende in Polen wurde er bei der ersten völlig freien Parlamentswahl 1991 auf der Liste Wyborcza Akcja Katolicka für die Zjednoczenie Chrześcijańsko-Narodowe in den Sejm gewählt. Er gehörte dem Parlament bis zum vorzeitigen Ende der Wahlperiode an. Später war er mehrere Amtsperioden lang Mitglied des Stadtrats von Gorzów Wielkopolski, zunächst für die Akcja Wyborcza Solidarność und schließlich bis 2006 für die Prawo i Sprawiedliwość (PiS). Dabei wurde er bei den Selbstverwaltungswahlen 2002 auf der Liste des lokalen Wahlkomitees „Razem dla Gorzowa“ gewählt. Bei den Selbstverwaltungswahlen 2006 verpasste er auf der Liste der PiS den Wiedereinzug in den Stadtrat.